# 5857 Neglinka
5857 Neglinka è un asteroide della fascia principale. Scoperto nel 1975, presenta un'orbita caratterizzata da un semiasse maggiore pari a 2,2598608 au e da un'eccentricità di 0,1340831, inclinata di 2,20638° rispetto all'eclittica.
L'asteroide è dedicato all'omonimo fiume, affluente della Moscova.